# هواپیمایی وارش
شرکت هواپیمایی وارش یا وارش ایر یک شرکت هواپیمایی ایرانی است که در سال ۱۳۹۶ با محوریت مازندران در شهر ساری فعالیت خود را آغاز کرده است. هم‌اکنون این شرکت با اختیار داشتن تعدادی هواپیما در ناوگان خود به مقاصد داخلی ایران و همچنین چند مقصد خارجی فعال بوده و پروازهای برنامه‌ای دارد.
شعار شرکت :با شکوه نام ایران در طلوع آرامش بر فراز آسمان‌ها می‌درخشد نام «وارش»

## تاریخچه
شرکت هواپیمایی وارش (سهامی خاص)، در سال ۱۳۹۶ با محوریت استان مازندران فعالیت خود را آغاز نمود. وارش در زبان تبری به‌معنای باران و هواپیمایی وارش اولین شرکت هواپیمایی در استان مازندران است. این شرکت هم‌اکنون با ۱۰ فروند هواپیما در دو فرودگاه مهرآباد تهران و دشت ناز ساری در حال فعالیت است.

## مقصدهای پروازی
مقاصد پروازی وارش از شهرهای ساری، تهران، مشهد، اصفهان، بوشهر، کیش و گناباد:
اولین مقصد خارجی به شهر تاجیکستان از مشهد بود که در روز دوشنبه ۱۶ خرداد ماه ۹۸ با ۹۰ مسافر پرواز کرد.

## ناوگان پروازی

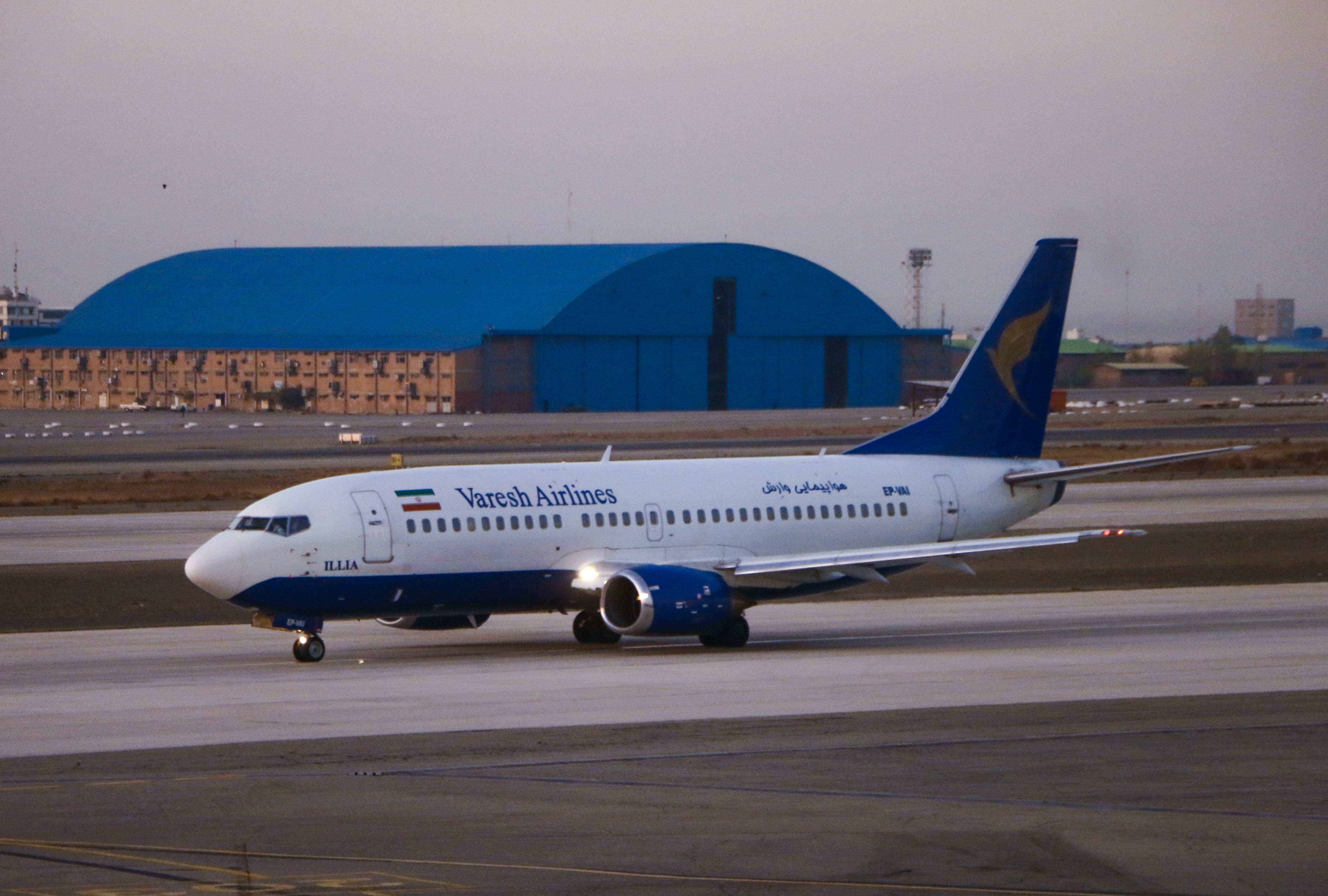
بوئینگ ۷۳۷ متعلق به وارش ایرلاین در فرودگاه بین‌المللی مهرآباد

ناوگان هواپیمایی وارش شامل ۱۰ فروند هواپیمای بوئینگ ۷۳۷ است

### بوئینگ ۷۳۷
این شرکت فعالیت خود را با ۳ فروند از بوئینگ ۷۳۷، ۲ فروند سری ۳۰۰ و یک فروند سری ۵۰۰ آغاز کرد. همگی این ۳ فروند پیش‌تر با ثبت اوکراینی، به صورت اجاره‌ای، در اختیار هواپیمایی آتا بودند که بعد از مدتی به شرکت مبدأ بازگشتند. یک فروند از این ۳ فروند، بعد از هواپیمایی آتا، به هواپیمایی کارون منتقل و بعد از ۴ ماه پرواز برای آن شرکت به وارش منتقل شد. همگی این ۳ فروند در تابستان سال ۱۳۹۷ وارد ناوگان این شرکت شده و به ثبت این شرکت درآمدند. دو فروند دیگر این شرکت نیز از سری‌های ۵۰۰ و ۳۰۰ این مدل بودند. هر دوی این هواپیماها بین پاییز و زمستان ۱۳۹۷ وارد این شرکت شدند و به ثبت این شرکت درآمدند. از این دو فروند، یک فروند آن در اختیار هواپیمایی آتا بود و یک فروند در اختیار کیش ایر بود که بعد از اتمام اجاره و بازگشت به شرکت مبدأ به وارش منتقل شدند. تمامی این ناوگان‌ها توسط بیمه ایران تحت پوشش کامل بیمه‌ای قرار گرفته است.

## اهداف
هواپیمایی وارش با هدف رشد و توسعه زیرساخت‌های صنعت هوانوردی استان مازندران بنا شد. برنامه‌ریزی اولیه این ایرلاین براساس پوشش سفرهای داخلی انجام شده چرا که سالیانه بیش از ده میلیون مسافر و گردشگر به مازندران سفر می‌کنند.
هواپیمایی وارش پس از عبور از بررسی‌ها و بازرسی‌های گوناگون در زمینه‌های مختلفی همچون عملیات پرواز، امنیت هوایی و بازرگانی، ایمنی، صلاحیت پرواز توانست گواهی AOC همان گواهینامه بهره‌برداری هوایی را به دست بیاورد. همچنین این ایرلاین با قراردادی که با بیمه ایران بست، تحت پوشش کامل بدنه، مسافر و شخص ثالث قرار گرفته است.